# Erich Trefftz
Pour les articles homonymes, voir Trefftz.
 (octobre 2024).
La mise en forme du texte ne suit pas les recommandations de Wikipédia : il faut le « wikifier ».
Les points d'amélioration suivants sont les cas les plus fréquents. Le détail des points à revoir est peut-être précisé sur la page de discussion.
- Les titres sont pré-formatés par le logiciel. Ils ne sont ni en capitales, ni en gras.
- Le texte ne doit pas être écrit en capitales (les noms de famille non plus), ni en gras, ni en italique, ni en « petit »…
- Le gras n'est utilisé que pour surligner le titre de l'article dans l'introduction, une seule fois.
- L'italique est rarement utilisé : mots en langue étrangère, titres d'œuvres, noms de bateaux, etc.
- Les citations ne sont pas en italique mais en corps de texte normal. Elles sont entourées par des guillemets français : « et ».
- Les listes à puces sont à éviter, des paragraphes rédigés étant largement préférés. Les tableaux sont à réserver à la présentation de données structurées (résultats, etc.).
- Les appels de note de bas de page (petits chiffres en exposant, introduits par l'outil «  Source ») sont à placer entre la fin de phrase et le point final[comme ça].
- Les liens internes (vers d'autres articles de Wikipédia) sont à choisir avec parcimonie. Créez des liens vers des articles approfondissant le sujet. Les termes génériques sans rapport avec le sujet sont à éviter, ainsi que les répétitions de liens vers un même terme.
- Les liens externes sont à placer uniquement dans une section « Liens externes », à la fin de l'article. Ces liens sont à choisir avec parcimonie suivant les règles définies. Si un lien sert de source à l'article, son insertion dans le texte est à faire par les notes de bas de page.
- La présentation des références doit suivre les conventions bibliographiques. Il est recommandé d'utiliser les modèles {{Ouvrage}}, {{Chapitre}}, {{Article}}, {{Lien web}} et/ou {{Bibliographie}}. Le mode d'édition visuel peut mettre en forme automatiquement les références.
- Insérer une infobox (cadre d'informations à droite) n'est pas obligatoire pour parachever la mise en page.

Pour une aide détaillée, merci de consulter Aide:Wikification.
Si vous pensez que ces points ont été résolus, vous pouvez retirer ce bandeau et améliorer la mise en forme d'un autre article.
 (octobre 2024).
Erich Immanuel Trefftz (né le 21 février 1888 à Leipzig ; mort le 21 janvier 1937 à Dresde) est un mécanicien, mathématicien et professeur d'université allemand.

## Biographie
Erich Trefftz est le fils du marchand Oskar Trefftz (1848-1906) et d'Anna Eliza, née Runge. À partir de 1897, il fréquente l'école Saint-Thomas de Leipzig. La famille déménage à Aix-la-Chapelle en 1900, où Trefftz est diplômé du Kaiser-Wilhelm-Gymnasium (de) en 1906. Il commence ensuite à étudier le génie mécanique à l'Université technique. Cependant, après seulement deux semestres, il se tourne vers l'étude des mathématiques, ce qu'il fait à Göttingen à partir de 1908, où il étudie auprès de David Hilbert, Paul Koebe et Ludwig Prandtl. Avec l'aide de son oncle Carl Runge, il étudie à l'université Columbia de New York en 1909/10, puis poursuit ses études à l'université de Strasbourg, où il rencontre Richard von Mises. À partir de 1912, il travaille comme assistant au TH Aix-la-Chapelle et obtient son doctorat en 1913 avec une thèse intitulée Über die Kontraktion kreisförmiger Flüssigkeitsstrahlen (Sur la contraction des jets de liquide circulaires). Pendant la Première Guerre mondiale, Trefftz est volontaire et officier de 1914 jusqu'à ce qu'il soit rappelé à l'Institut d'aérodynamique d'Aix-la-Chapelle en mai 1917 après avoir été blessé. Pendant cette période, il rédige également sa thèse d'habilitation et il est nommé professeur de mathématiques au TH Aix-la-Chapelle en 1919. Un an plus tôt, il a épousé Frieda Offermann. De ce mariage naissent cinq enfants entre 1919 et 1926, dont Eleonore Trefftz (de), docteure en sciences naturelles, et Friederike Trefftz, radiologue.

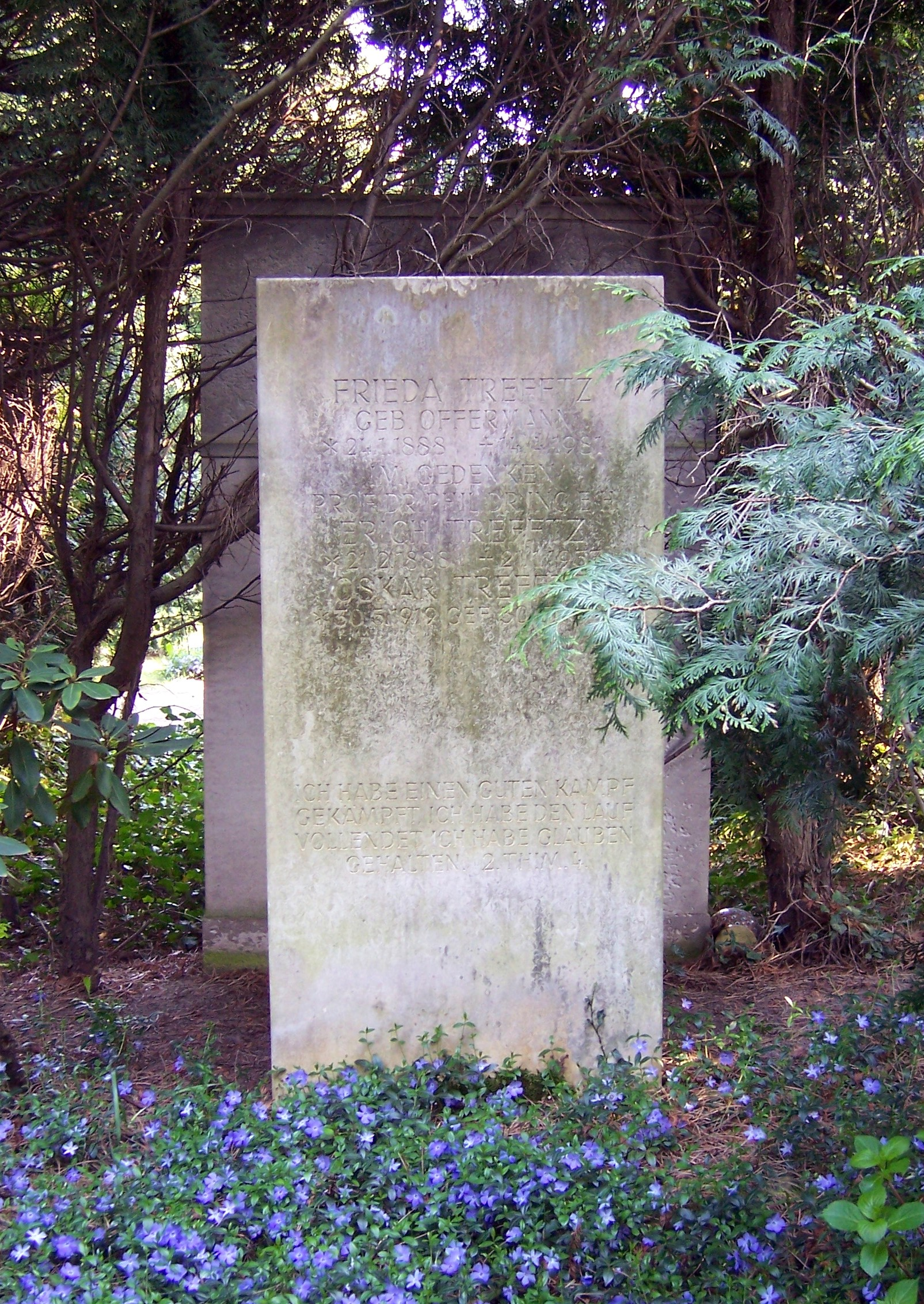
Tombe d'Erich Trefftz au cimetière de Loschwitz

En 1922, Erich Trefftz est nommé au département de mécanique de l'Université technique de Dresde et, en tant que professeur ordinaire de mécanique technique, il dirige à partir de 1927 la chaire du même nom au département de mathématiques et de sciences naturelles, où il s'intéresse particulièrement au vol et dans le domaine de l'hydrodynamique, de la théorie de l'élasticité et de la théorie des vibrations concernées. En 1926, Trefftz publie une méthode pour la « solution numérique approchée de problèmes de valeurs limites homogènes linéaires pour les équations aux dérivées partielles » , qui est maintenant appelée « méthode de Trefftz ». Ses idées en Méthode variationnelle sont ensuite développées avec celles de Boris Galerkine par Leonid Kantorovitch.
En 1929, le TH Stuttgart lui décerne un doctorat honorifique. À partir de 1933, Erich Trefftz est rédacteur en chef de la revue Zeitschrift für Angewandte Mathematik und Mechanik de la Société de mathématiques appliquées et de mécanique (GAMM), qui est poursuivie par Friedrich Adolf Willers (de) après sa mort. En novembre 1933, il signe les aveux des professeurs allemands à Adolf Hitler. En 1934, il reçoit le prix Alfred Ackermann-Teubner. Trefftz défend de nombreux collègues juifs pendant le national-socialisme, mais aussi ceux qui sont politiquement persécutés, comme Friedrich Adolf Willers. À partir de 1936, Trefftz travaille trois jours par semaine à l'Institut allemand de recherche aéronautique (de) à Berlin-Adlershof ; À peu près à la même époque, il devient co-éditeur de la Yellow Springer Collection.

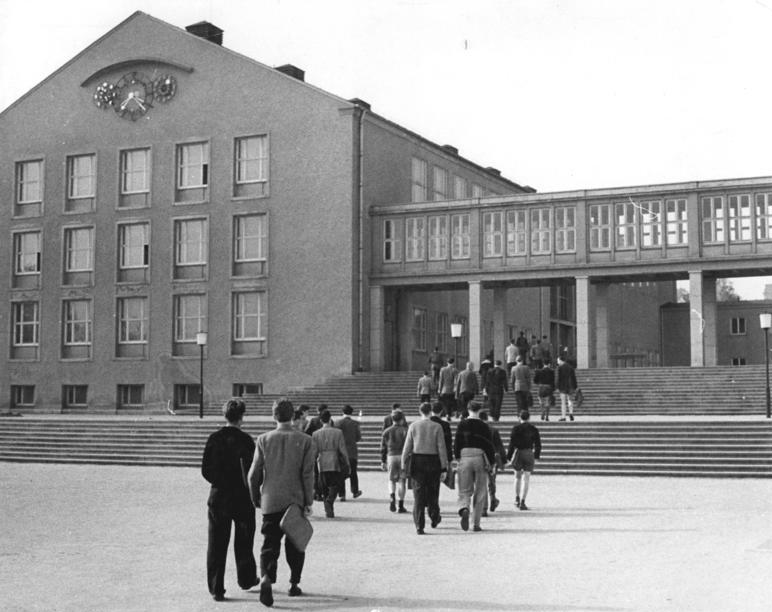
Bâtiment Trefftz à la TU Dresden

Erich Trefftz décède à Dresde en 1937 des suites d'une grave maladie. Son urne est enterrée dans la sépulture héréditaire de la famille Trefftz (n° 31) au VIII. Département du Neuer Johannisfriedhof (de) à Leipzig. Une inscription commémorative se trouve sur la pierre tombale de la famille Trefftz au cimetière de Loschwitz. En 1987, un buste d'Erich Trefftz est dévoilé dans le bâtiment Willers de la TU Dresden et depuis 1994, le bâtiment de l'amphithéâtre des instituts de mathématiques et de physique de la TU Dresden s'appelle le bâtiment Trefftz (de). Une partie de son patrimoine est désormais gérée par les archives de la TU Dresden.

## Publications (sélection)
- Graphische Konstruktion Joukowischer Tragflächen (1913)
- Über Längsstabilität und Längsschwingungen von Flugzeugen (1914)
- Zur Frage der Holmfestigkeit (1918)
- Zu den Grundlagen der Schwingungstheorie (1928)
- Zur Berechnung der Schwingungen von Kurbelwellen (1929)
- Graphostatik (1936)
- Berechnung der Zirkulation für die gerade, tragende Linie (1938)